# Mansana de la Discòrdia
La mansana o, més modernament, illa de la Discòrdia, és un conjunt d'edificis del passeig de Gràcia de Barcelona, entre els quals destaquen la casa Lleó i Morera de Domènech i Montaner, la casa Amatller de Puig i Cadafalch i casa Batlló d'Antoni Gaudí. El seu apel·latiu popular es referia a la rivalitat professional entre els grans arquitectes del modernisme català i, molt especialment, a les façanes dels seus edificis, amb rerefons al mite grec de la poma de la discòrdia. Quan Gaudí va haver de resoldre l'encàrrec de la casa Batlló ja sabia el que havien fet els altres dos. De fet, la presència de l'arquitecte més sorprenent de tots ells era l'element que hi provocava aquest nom.

## Història

### Antecedents: El Pla Cerdà
El passeig de Gràcia va ser un eix determinant del Pla Cerdà i, entre els anys 1860-1890, al seu entorn es va definir un nucli residencial de baixa densitat constituït en gran part per xalets unifamiliars, grans mansions amb jardins, palauets, com ara els de Sama, Robert, Marianao o Marcet.
El 1891 s'aprovaren unes noves ordenances municipals que incrementaven l'edificabilitat i reduïen les restriccions de la composició i els elements de la façana respecte a l'anterior ordenança de 1857. La nova legislació feia rendible l'enderrocament de molts edificis unifamiliars i la seva transformació en edificis d'habitatges, una substitució que es va produir en tot aquest sector de la ciutat que també va anar adquirint progressivament un protagonisme comercial que va anar atraient la burgesia. El mateix Gaudí havia intervingut en la decoració de dues botigues al passeig: la farmàcia Gibert i el bar Torino, ambdues desaparegudes.
També eren molt freqüents les reformes a les façanes existents, aprofitant la major llibertat de composició que permet abandonar la imatge d'homogeneïtat de l'Eixample sense façanes singulars, qualificada aleshores d'anodina. L'ordenança de 1891 permetia, a més, un coronament decoratiu i l'existència de cossos sortints de més envergadura. Aquest nou marc legal augmentà les possibilitats formals i comportà moltes reformes. L'exemple més paradigmàtic va ser la «mansana de la Discòrdia», on es varen reformar cinc edificis.

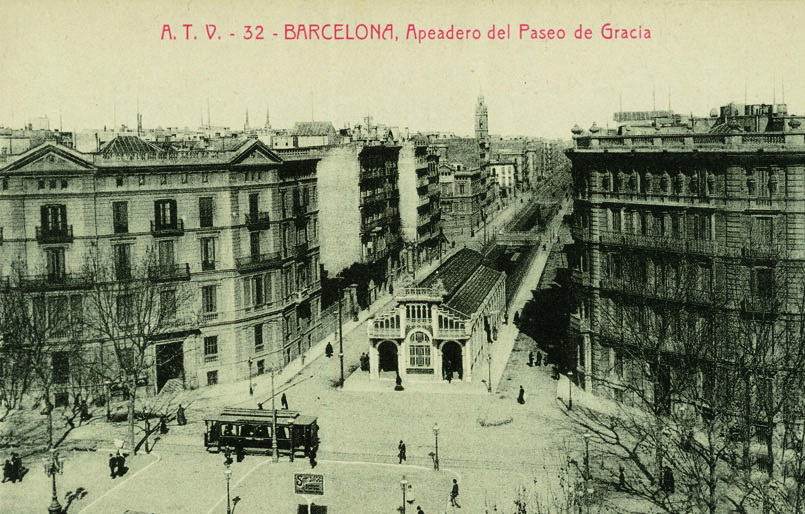
Baixador del carrer Aragó i passeig de Gràcia al 1902

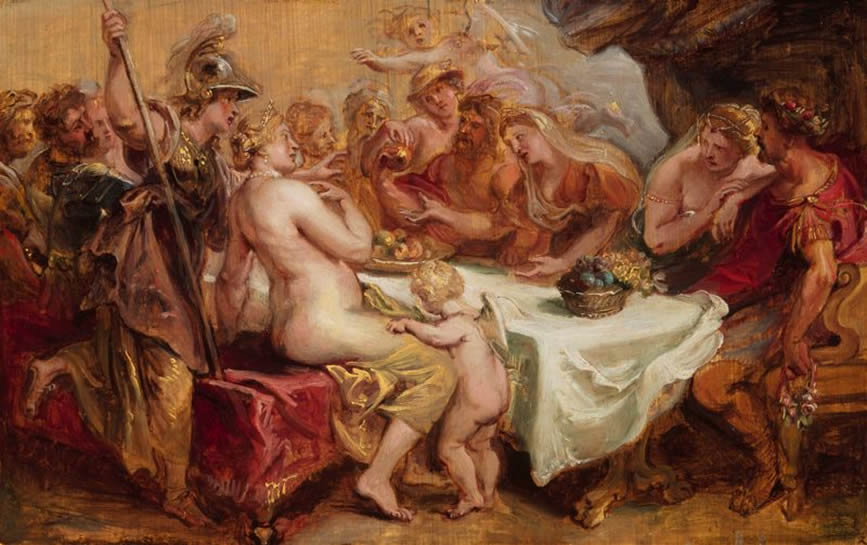
Visió de Rubens de l'episodi d'Eris a la boda de Peleu i Tetis

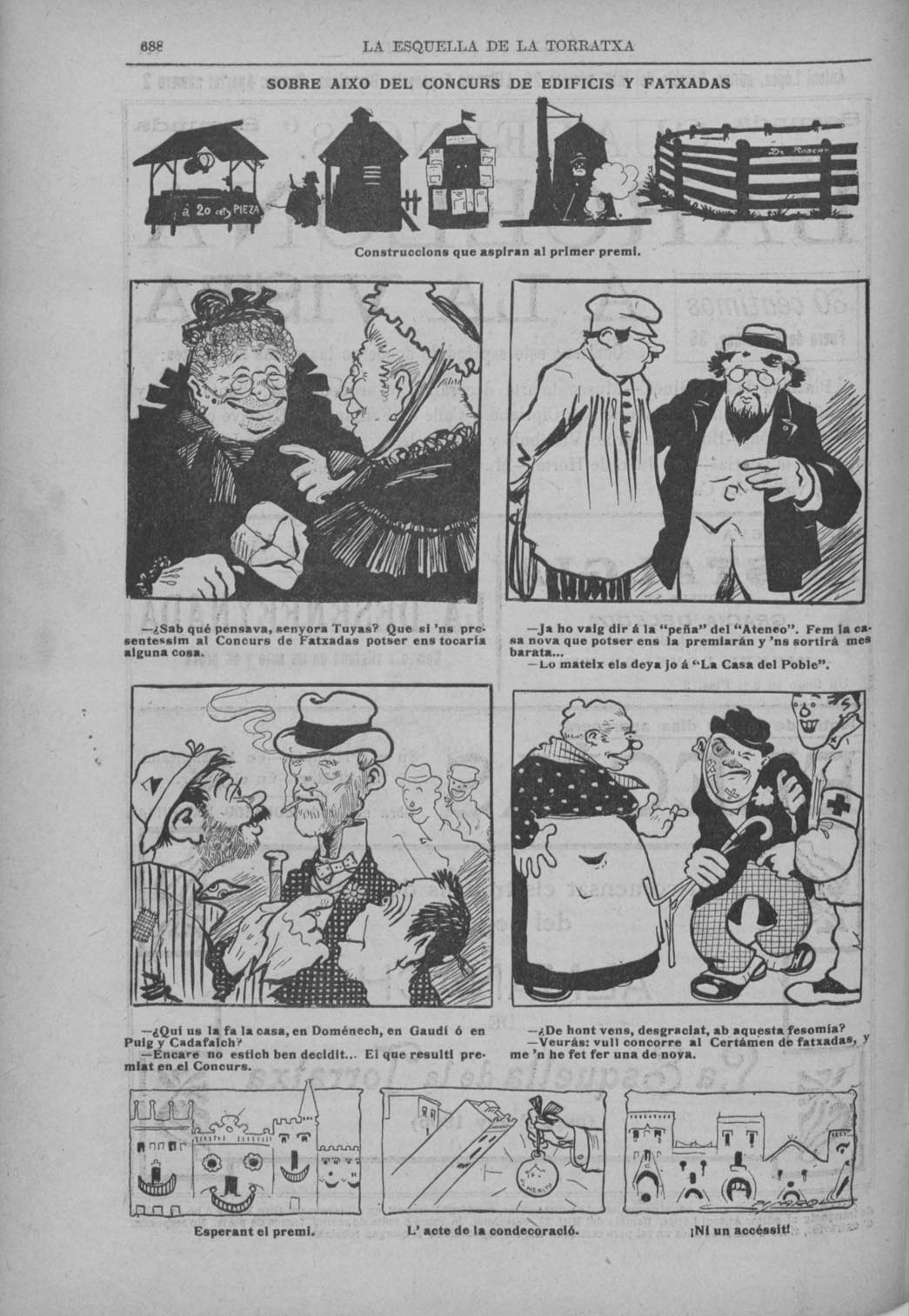
Dibuixos satírics de Picarol. L'Esquella de la Torratxa, octubre 1905

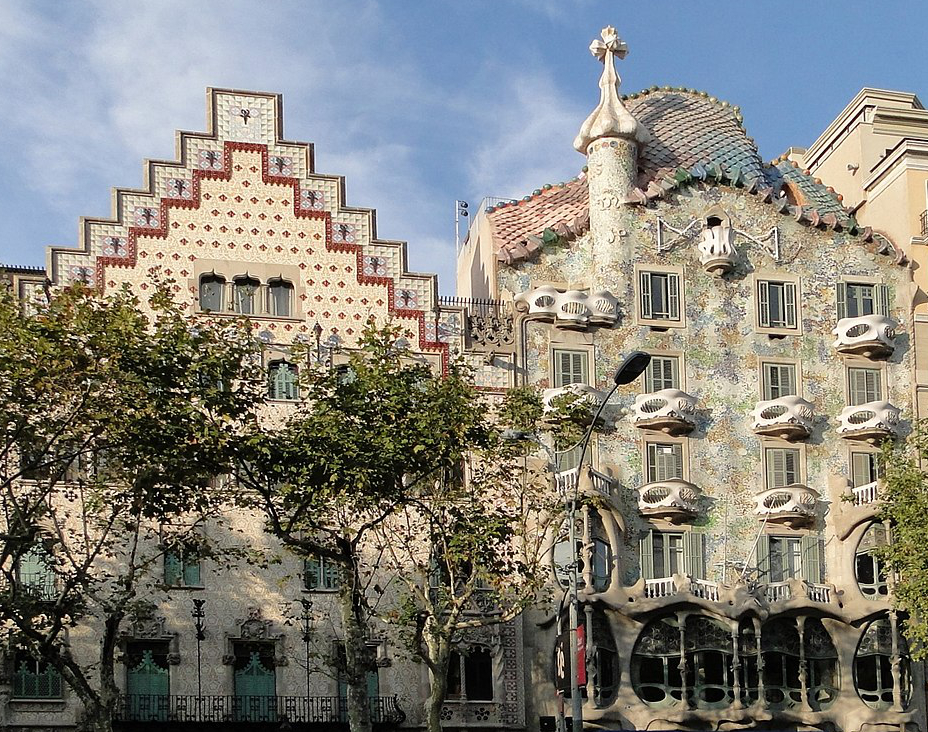
Casa Amatller i Casa Batlló

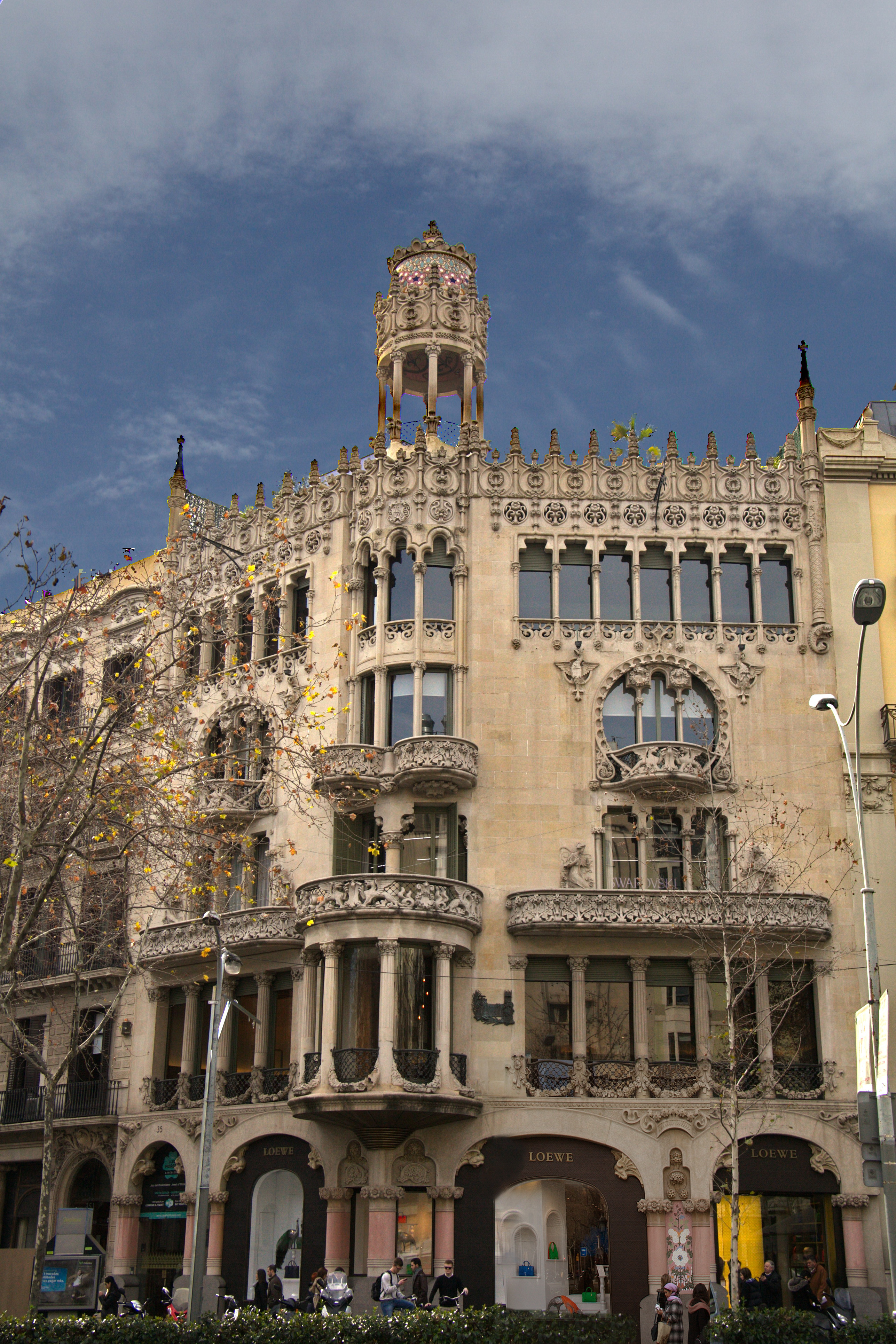
Casa Lleó i Morera

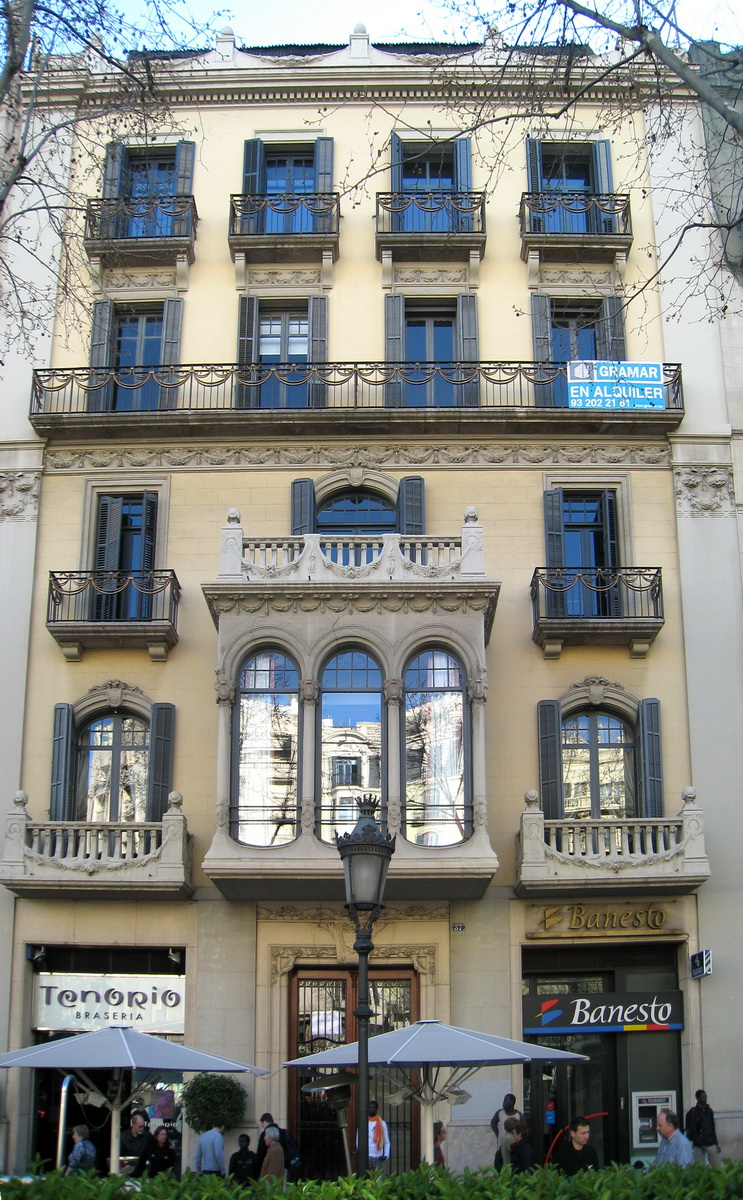
Casa Ramon Mulleras

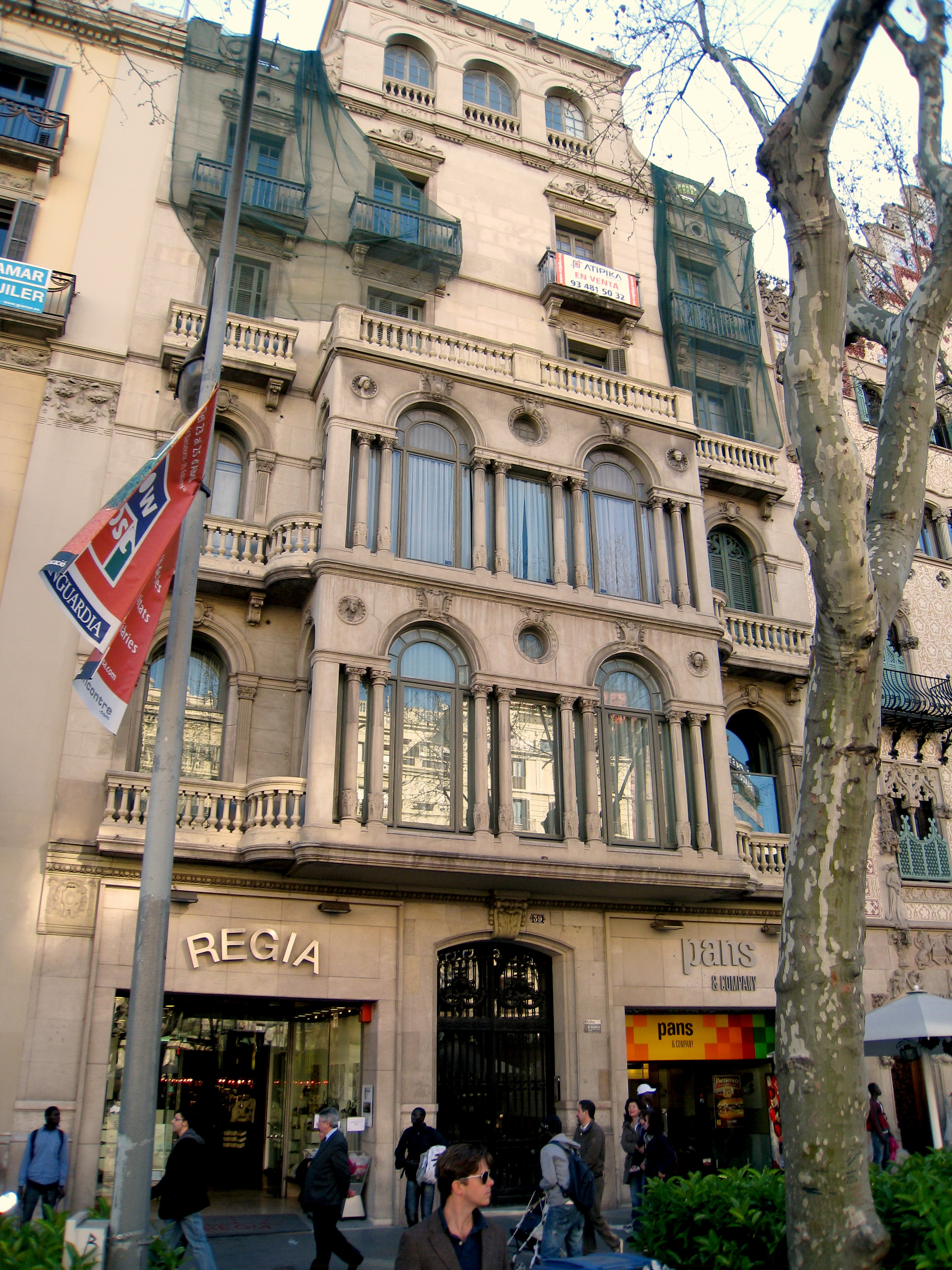
Casa Delfina Bonet

### Lamansanade la Discòrdia
El seu nom en castellà (manzana de la Discordia)) utilitza la doble accepció de la paraula manzana per a referir-se a la fruita i a una illa urbana. Com a fruita, l'expressió evoca l'episodi de la mitologia grega de les noces de Peleu i Tetis on havien estat convidats tots els déus excepte Eris, deessa de la Discòrdia. Ofesa, va presentar-se i va deixar sobre la taula dels regals una poma daurada en què hi havia inscrita la paraula Kallisti («A la més bella»). La poma va ser reclamada per Hera, Atena i Afrodita. Per evitar una discussió Zeus va ordenar que la disputa es tancaria amb el judici de Paris, príncep de Troia. Les deesses van intentar subornar-lo i el jove príncep va entregar-li la poma a Afrodita, que li havia promès la dona més bella del món: Helena d'Esparta. Dins la mitologia aquest episodi es considera l'origen de la Guerra de Troia.
Pel que fa al tram de carrer del passeig de Gràcia, la referència popular va estar molt promocionada per la premsa satírica, que un cop i un altre criticava els «excessos» de l'arquitectura modernista i les seves façanes arrodonides. Uns dissenys que les comparaven amb pastissos, castells de contes o rostres expressant les seves emocions, com els que Bru-Net, des de les pàgines d'El Diluvio, va publicar el 1906 amb projectes d'edificis modernistes amb trets facials, naps en lloc de xemeneies, teulades de nata i, en una clara al·lusió a Gaudí, una d'elles mostra un coronament amb el perfil de la muntanya de Montserrat.
No se'n lliurà de la crítica el Concurs anual d'edificis artístics que entre 1899 i 1906 havia premiat obres de marcat perfil modernista com la casa Calvet, la Lleó i Morera o la casa Trinxet. A les pàgines de l'Esquella de la Torratxa el caricaturista Picarol va publicar el 1905 una vinyeta on uns personatges amb aspecte de marginals li pregunten a un senyor amb aspecte burgés: «¿Qui us fa la casa, en Domènech, en Gaudí o en Puig i Cadafalch?», i el burgés respongué: «Encare no estich ben decidit...Aquell que surti premiat al concurs». Mostra el dibuixant també uns edificis alegres que han rebut premi i uns altres tristos i pansits, amb llàgrimes brollant de les finestres. Es tracta d'un grup d'edificis amb un perfil que recorda la «mansana de la Discòrdia», ja que en una d'elles es mostra un coronament triangular com a l'Amatller, mentre que una de les boques recorden força les obertures de la tribuna de la Batlló. La proliferació constructiva i els dissenys estranys, fins i tot extravagants per l'època, són temes de debat popular, a jutjar per l'aparició a la premsa satírica dels fanals de Falquès al passeig de Gràcia, del monument a Pitarra, la Sagrada Família o, posteriorment, la casa Milà, que va ser objecte de les burles de Picarol.
En una postal de 1910, obra de Jorge Venini amb una visió elevada de la «mansana de la Discòrdia», la descripció que figura al revers diu: «Aquesta mansana de cases és notable per oferir models de diferents arquitectures totes originals. Durant el temps de construcció va ser vulgarment anomenada «mansana de la Discòrdia», per ser de diferents arquitectes», és a dir, es donava cert aire de normalitat al que havia estat un nom popular a més de la difusió Barcelona enllà.

### L'eix del Quadrat d'Or
Entre 1900 i 1910, el passeig de Gràcia va consolidar-se com l'eix del que seria conegut com el Quadrat d'Or, una centralitat a la qual va ajudar el baixador del tren inaugurat el 1902 a l'encreuament amb el carrer d'Aragó, que va permetre que els viatgers que arribaven en tren disposessin d'una parada més cèntrica que l'estació de França. El 1904, coincidint amb la finalització de la casa Batlló, el rei Alfons XIII va visitar Barcelona i la Joventut Monàrquica, de la que era president en Josep Maria Milà i Camps que va decidir que el millor lloc per rebre'l era el passeig de moda entre les famílies benestants. Quan el rei va veure el passeig va quedar enlluernat i en una visita posterior digué el següent: 
| « | Madrid es muy bella, pero Barcelona la supera en dos cosas: el Tibidabo y el paseo de Gracia. | » |

Entre 1905 i 1906, la via es va transformar quan finalment es van posar llambordes al passeig, els tramvies van ser traslladats a les calçades laterals i s'hi van instal·lar els coneguts bancs-fanals de Pere Falqués. Puig i Cadafalch ja havia acabat la casa Amatller (1900) i Domènech i Montaner la transformació de la casa Lleó i Morera a la cantonada amb el carrer del Consell de Cent, amb la que va guanyar el concurs anual d'edificis artístics. I mentre aquests arquitectes i les seves obres produïen una atracció i un signe de distinció entre els seus clients, l'illa era criticada per la premsa satírica. Quan el 1906 Gaudí va rebre l'encàrrec de reforma de la casa Batlló, era conscient del repte que tenia al davant, ja que sabia el que havien fet els seus competidors professionals. La coincidència dels tres arquitectes en un mateix tram ifou l'element que motivà aquesta denominació popular.
La pugna entre els arquitectes més famosos del moment va atraure molts altres burgesos que pugnaven per presumir de tenir la casa més espectacular i opulenta al passeig de moda. Una mena d'efecte crida que provocava que el 1906 els Malagrida, que comerciaven amb l'Argentina, es fessin construir un edifici amb una cúpula al número 27, obra del mestre d'obres Joaquim Codina i Matalí. Sagnier va fer la casa de la família Mulleras al costat de la casa Amatller, mentre que la vídua Marfà enllestia el 1905 l'obra d'estil medievalista que havia encarregat a Manuel Comas a la cantonada amb el carrer de València.
El fort impuls de la burgesia barcelonina va resultar clau en el desenvolupament i allargament del moviment modernista que a Europa es va acabar al voltant de 1905, mentre que a Catalunya va durar una dècada més. Per contra, a la resta d'Espanya el moviment no va tenir pràcticament ressò.
La revista madrilenya Nuevo Mundo del 14 de febrer de 1907 descrivia el treball dels arquitectes modernistes catalans: «no llegando todavía a la perfección o por lo menos a la conciliación justa de lo bello, lo armónico y lo útil, ni constituyendo todavía sus obras la visión clara y precisa de una arte propio, es anuncio de abundantes aptitudes para llegar a esa meta gloriosa de la cual puede considerarse como más cercano al pintoresco y audaz Gaudí.» En resposta, La Ilustració Catalana publicava el 10 de març de 1907: «els mateixos espanyols començan a rendirse a la realitat i s'ocupan i comentan, encara que molt a la lleugera, les obres del Domènech, Puig i Cadafalch, Sagnier, Gaudí i tants altres».

## Edificis

### Casa Amatller
El 1898, l'industrial xocolater Antoni Amatller, afeccionat a la fotografia, als viatges i col·leccionista de vidre antic, va adquirir un edifici anodí de 1875 per a traslladar-hi la seva residència principal,  i  va encarregar-ne la reforma a Josep Puig i Cadafalch, que va decidir donar-li un aire de palau gòtic urbà, amb una façana plana i un pati central amb una escala que dona accés a l'habitatge principal, amb una solució que va emprar posteriorment al palau del Baró de Quadras i al Palau Macaya, tot i que en el cas de l'immoble dels Amatller havia de ser habitat per diverses famílies. L'arquitecte hi va fer una reinterpretació personal del gòtic amb una obra que cercava l'excel·lència, tot i que els elements del llenguatge gòtic s'estaven abandonant per la majoria dels arquitectes. L'aspecte més sorprenent de l'edifici és la façana esglaonada amb reminiscències nòrdiques, amb esgrafiats ocres i blancs i rematada per un exuberant frontó flamenc ornamentat amb rajoles vitrificades vermelles i daurades de València. Alguns especialistes han considerat la façana com «l'apoteosi de les arts decoratives» amb inspiració en els palauets urbans de Copenhaguen, Brussel·les o Amsterdam. Té una tribuna d'inspiració wagneriana que evoca la façana de la capella de Sant Jordi del Palau de la Generalitat, i múltiples detalls d'inspiració medieval, com la decoració al voltant de la porta d'accés, amb escultures d'Eusebi Arnau, i capitells i finestres d'ornamentació floral, inspirades en les masies gòtiques catalanes. A la planta noble les figures de les finestres recreen les fantàstiques i grotesques criatures que poblaven palaus i esglésies gòtiques.

### Casa Batlló
El 1904, l'empresari tèxtil Josep Batlló i Casanovas va encarregar a Antoni Gaudí la reforma d'un edifici del 1875. L'arquitecte hi va afegir un cinquè pis i soterrani, va ampliar el vestíbul, va refer l'escala i els patis interiors i va alterar la forma de totes les habitacions amb les seves àmplies corbes, eliminant qualsevol angle recte a la casa. L'element més singular és la façana, que combina la pedra de les plantes baixa i noble amb el revestiment de mosaic de les plantes superiors, i es remata amb un coronament escamós que recorda el dors d'un rèptil. La interpretació del significat de la façana situa la simbologia al voltant de la lluita de sant Jordi contra el drac, representant del mal, l'espinada del qual forma el perfil superior de la façana principal de l'edifici. La torre seria la llança que es clava en el drac, l'edifici; una llança coronada per una creu que simbolitza l'ensenya de Sant Jordi i amb les inicials de la Sagrada Família inscrites, símbol inequívoc del triomf de la religiositat i del bé. Les escates blaves del llom del drac esdevenen vermelloses -tacades per la sang- a la banda esquerra de la torre. En aquesta interpretació els balcons són fragments de cranis i els pilars de les finestres del pis principal són els ossos de les víctimes del drac. L'interior acull una transformació espectacular als patis interiors per a aportar una gran lluminositat als habitatges, l'escala que condueix al pis principal evoca les formes d'esquelet de dinosaure fossilitzat i el mur, sinuós i pintat com un mosaic, mostra uns reflexos i una superfície similars a les parets d'una cova erosionada per l'aigua.

### Casa Lleó i Morera
Com en els casos anteriors, es tracta de la reforma d'un edifici preexistent del 1864 a la cantonada amb el carrer Consell de Cent, realitzada entre 1902 i 1905 per Lluís Domènech i Montaner. L'arquitecte hi va integrar la creativitat del treball d'un nombre considerable d'artistes i artesans aconseguint una espectacular unitat final d'estil floral. El vestíbul, l'escala, l'ascensor i la planta principal representen un dels conjunts més rics i millor conservats d'arts aplicades del modernisme: mosaics, vitralls, marqueteries, paviments, escultures. etc. A la façana destacava un conjunt de figures femenines obra de l'escultor Eusebi Arnau que van ser destruïdes als anys quaranta junt amb altres detalls ornamentals. Els baixos van ser parcialment restaurats el 1992.

### Casa Ramon Mulleras
Situada al núm. 37, és una sòbria intervenció d'Enric Sagnier, que el 1911 va reformar aquest edifici de 1868 alterant del tot la façana amb un llenguatge clàssic combinat amb recursos d'inspiració rococó, especialment a les zones més destacables com són la tribuna i els balcons. L'edifici està coronat per una lleugera cornisa i una barana de coronament col·locades davant d'una teulada inclinada amb obertures circulars. Va patir una dràstica intervenció a la planta baixa que va fer perdre la simetria original.

### Casa Delfina Bonet
Situada al núm. 39, és una obra classicista de Marcel·lià Coquillat resolta amb un classicisme poc brillant, que no té res a veure amb l'arquitectura modernista dels edificis veïns. La façana actual és el producte d'una reforma realitzada el 1916,  e la qual tan sols destaquen les finestres italianitzants de les plantes primera i segona i de l'element central de coronament.